# Klaar van der Lippe
Klaartje Marie (Klaar) van der Lippe (Leiden, 21 december 1963) is een Nederlands beeldend kunstenaar.

## Leven en werk
Van der Lippe is de oudste dochter van de zeeman en stukadoor Wuls van der Lippe en Maria J.A. Verhoeven. Ze is een zus van de videokunstenaar Marieke van der Lippe. Ze groeide op in Leiden en studeerde bouwkunde aan de Technische Universiteit Delft tot 1985, en vervolgde haar studie aan de Willem de Kooning Academie te Rotterdam van 1986 tot 1988. 
Vanaf begin jaren negentig maakt zij interactieve werken in de openbare ruimte. Haar objecten en performances in de openbare ruimte probeert ze net zozeer deel van deze ruimte te laten uitmaken als bijvoorbeeld bomen of straatmeubilair. Vanaf 1993 heeft ze enige jaren samengewerkt en geëxposeerd met Joep van Lieshout. Sinds 2005 werkt ze met enige regelmaat samen met de kunstenaar Bart Stuart.
In 1994 is ze onderscheiden met de Charlotte Köhler-prijs.
Van der Lippe werkt met diverse concepten variërend van tijdelijke performances tot blijvende objecten. Dit gebeurt in de vorm van tentoonstellingen, performances, sociale sculpturen en video's. In Rotterdam heeft zij diverse opdrachten voor de overheid uitgevoerd. Ook regisseert zij films en maakt ze kostuums, onder meer voor de opera Dido and Aeneas van Purcell.
Van der Lippe is verder bekend van haar deelname aan het survivaltelevisieprogramma "Expeditie Robinson" waaraan zij tweemaal deelnam: in 2004 als deelnemer en in 2006 als kampleider, die niet aan de afvalrace meedeed.

## Werk (selectie)

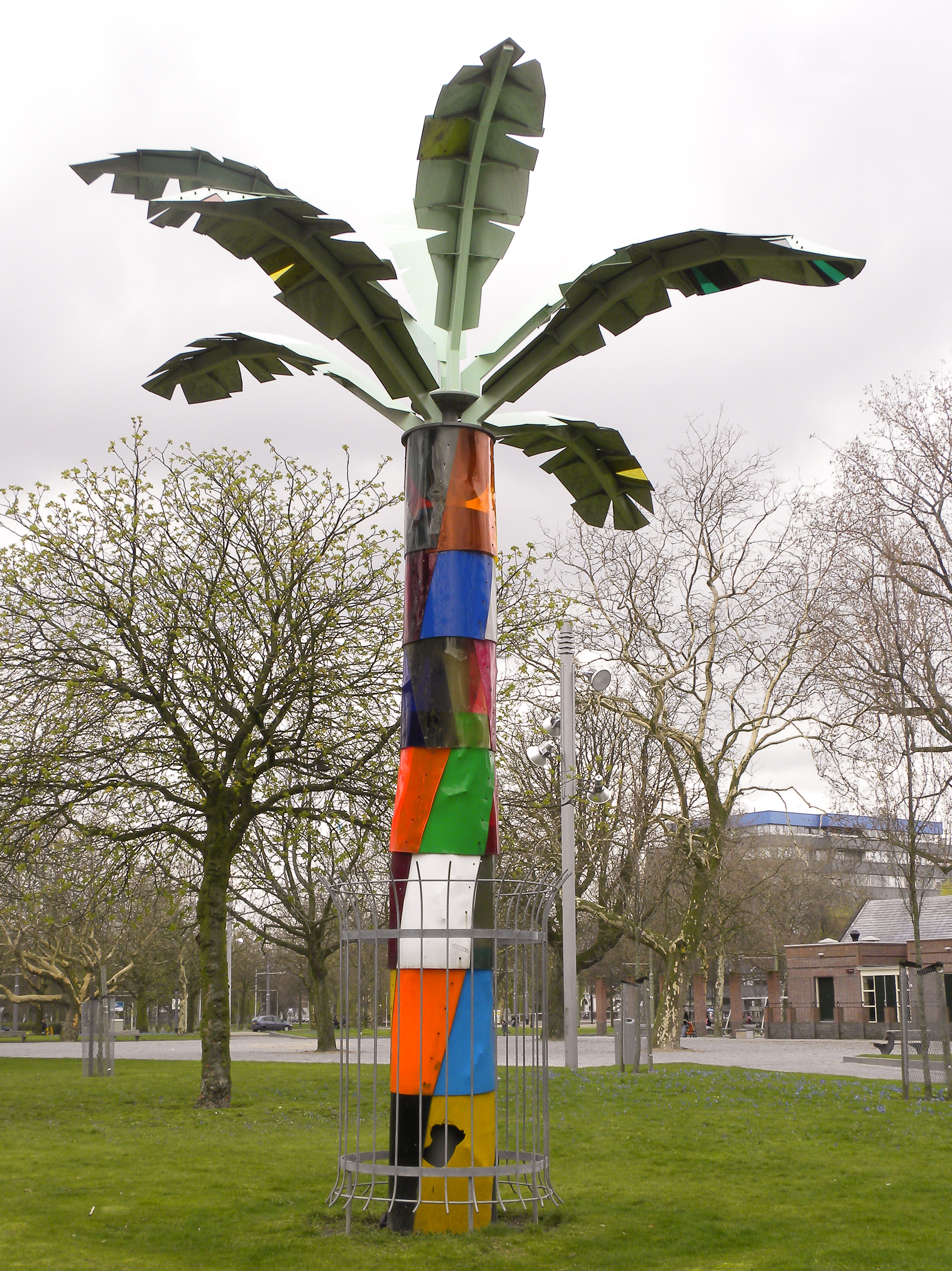
De Palm (1997), Heemraadsplein, Rotterdam

- Costume Pour Marseille, Marseille 1995
- De Palm, kunstwerk herinrichting Heemraadsplein Rotterdam 1997[3] (zie afbeelding)
- Philips Lighting Application Centre, Eindhoven - performance 1998
- Through The Looking Glass, Impactfestival 1999
- Hemel/Lichamen - performance met Karin Keijzer 1999

## Exposities (selectie)
- 1991. Kuub3 Kruiskade, Rotterdam.
- 1993. Van Rijsenbergen Galerie. Duo-expositie met Rob Scholte
- 1993. De systematiek van het toeval. Witte de Withstraat Rotterdam met Joep van Lieshout
- 1993. Prettig weekend museum, house John Körmeling Eindhoven
- 1993. Keuze uit aanwinsten 1985-1993. Museum Boijmans Van Beuningen
- 1995. Art Amsterdam, Galerie Paul Andriesse, Amsterdam
- 1996. ALL SYSTENS: GO, Museum Boijmans Van Beuningen
- 1997. De kunst van het verzamelen. Museum voor Schone Kunsten, Brussel met Joep van Lieshout.
- 2002. On the waterfront: mode - beeldende kunst - vormgeving. Stedelijk Museum Schiedam, Schiedam.
- 2003. Foreign Affairs: Barcelona 1999 - 2003. TENT Rotterdam, Rotterdam
- 2009. Rebelle: Kunst en feminisme 1969-2009, Museum voor Moderne Kunst Arnhem (MMKA), Arnhem

## Publicaties
- Jorinde Seijdel (1997). Klaar van der Lippe. Rijssen : New Sculpture Museum Foundation
- Mirjam Westen (2003). Turbulence : Sara Blokland, Amie Dicke, Mathilde ter Heijne, Klaar van der Lippe, Aernout Mik, Saskia Olde Wolbers, Vanessa Jane Phaff, L.A. Raeven, Julika Rudelius, Femke Schaap, Michael Tedja. Arnhem : Museum voor Moderne Kunst Arnhem